# Ossé
Ne doit pas être confondu avec Osse.
Ossé est une ancienne commune française située dans le département d'Ille-et-Vilaine en région Bretagne, devenue le 1er janvier 2017 une commune déléguée au sein de la commune nouvelle de Châteaugiron, avec Saint-Aubin-du-Pavail.
Elle est peuplée de 1 316 habitants.

## Géographie
Les habitants et habitantes de la commune d'Ossé sont appelés les Osséens et les Osséennes.

### Situation

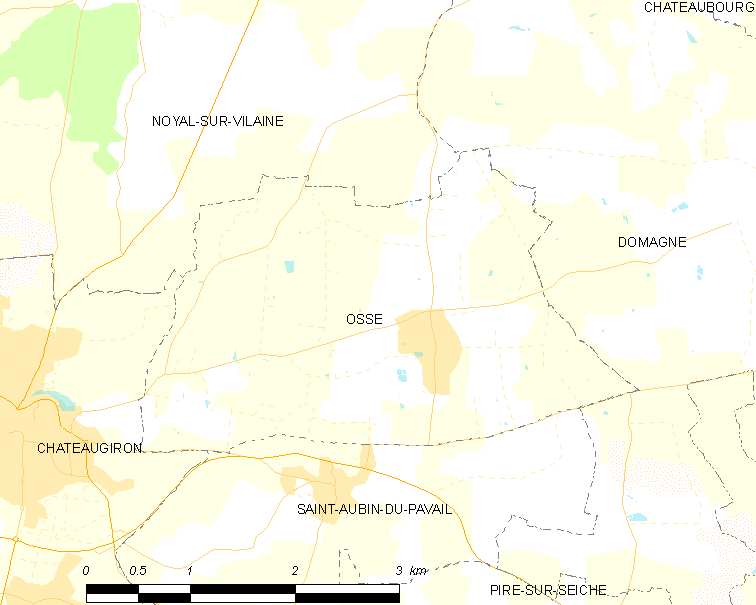
Carte de la commune d'Ossé.

Ossé se situe à une vingtaine de kilomètres de Rennes. Pourtant, faisant partie traditionnellement de l'ancien canton de Châteaubourg, elle faisait partie du Pays de Vitré avant d'être englobée dans le nouveau canton de Châteaugiron, qui dépend du Pays de Rennes depuis sa fusion en 2017 (en même temps que Saint-Aubin-du-Pavail) avec la nouvelle commune de Châteaugiron au sein de laquelle elle a le statut de commune déléguée.
|              | Noyal-sur-Vilaine     |         |
| Châteaugiron | Ossé                  | Domagné |
|              | Saint-Aubin-du-Pavail |         |

### Relief et hydrographie
Faisant partie du Bassin de Rennes, le relief d'Ossé est assez plat, les altitudes rencontrées allant de 74 mètres pour le point le plus haut (dans le sud-ouest du finage communal, au sud du lieu-dit La Mazure) à 47 mètres, dans la vallée de l'Yaigne, près du Grand Rollier, également dans le sud-ouest de la commune ; c'est d'ailleurs dans cette partie du territoire communal, proche de Châteaugiron, que les dénivelés sont les plus importants. Le bourg d'Ossé est vers une soixantaine de mètres d'altitude, sur le versant nord de la vallée de l'Yaigne, ce cours d'eau étant un affluent de rive droite de la Seiche et un sous-affluent de la Vilaine.

### Habitat
Le paysage agraire traditionnel est celui du bocage avec un habitat dispersé en écarts formés de petits hameaux et de fermes isolées. Le voisinage de Châteaugiron et surtout la proximité de Rennes expliquent que le bourg, traditionnellement de peu d'importance, se soit notablement étendu depuis la décennie 1990 avec la création de lotissements à l'ouest et au nord du bourg ancien ; le reste du territoire communal est par contre préservé de toute rurbanisation.

### Transports
- Transport en commun : Illenoo 3 Rennes - Châteaugiron - La Guerche-de-Bretagne.

Le bourg d'Ossé est desservi par les deux routes départementales D 34 (venant de Domagné et se dirigeant vers Châteaugiron) et D 93 (venant de Châteaubourg et allant vers Saint-Aubin-du-Pavail et Amanlis). L'ancienne Route nationale 163bis, actuelle D 463 (axe Rennes - Châteaugiron - La Guerche-de-Bretagne) longe presque la partie sud du territoire communal, limité au sud-est par l'ancien chemin des saulniers (actuel D 104).
La LGV Bretagne-Pays de la Loire traverse la partie nord de la commune d'Ossé.

## Histoire

### Toponymie, étymologie et origines
Les renseignements manquent sur les origines d'Ossé, mais cette paroisse existait au XIVe siècle, puisqu'une charte de l'abbaye de Saint-Melaine indique en 1347 le nom de son recteur à l'époque, Jacques de Charot. Ce recteur devait appartenir à la famille noble qui possédait le manoir de Charot en Ossé.
L'ancienneté de la paroisse d'Ossé n'est connue qu'indirectement par celle de ses manoirs : le Plessis d'Ossé est antérieur au XVe siècle et le Plessis-Rufflé, seigneurial et fortifié, fut pris et pillé en 1589 par les troupes d'Henri IV.
On rencontre les appellations suivantes : Ecclesia de Ouceyo (en 1347), Ousseyum (en 1516).
En gallo, langue locale, Ossé se nomme Eûssë prononcé [øsə].

### Moyen Âge
En 1400, le manoir du Plessis-d'Ossé appartenait au sieur du Pan, et le manoir des Grés à Jean de Montbeille, ce dernier appartenant à la famille de Montbeille qui disposait de fiefs sur Boistrudan (dont la famille était originaire), Moulins, Issé, Ossé et Bais au XVe siècle. En 1440, le duc Jean V de Bretagne régla un différend survenu au sujet du droit de sépulture en l'église d'Ossé entre le sieur du Pan, seigneur du Plessix, et le sieur de Montbeille, seigneur des Grées. Jean de Montbeille avait accompagné les troupes dirigées par Richard de Bretagne qui combattirent les Anglais en Guyenne en 1419.

### Époque moderne
Un chemin des saulniers (emprunté par les faux-sauniers pratiquant la contrebande du sel entre la Bretagne et le Maine, pays de gabelle, passe à la limite des communes de Veneffles (désormais annexée par la commune de Châteaugiron) et d'Ossé avec celles de Chaumeré (désormais annexée par la commune de Domagné) et Saint-Aubin-du-Pavail, puis à la limite de celle de Cornillé avec celles de Torcé et Louvigné-de-Bais avant de rejoindre, via Étrelles et Argentré-du-Plessis, Le Pertre. Ce chemin des saulniers est d'origine ancienne, c'est probablement une ancienne voie romaine ; son tracé se lit encore très bien sur une carte, empruntant successivement de l'ouest vers l'est des tronçons des routes départementales D 93, D 104, D 35, à nouveau D 104 et enfin D 33.
En 1570 le manoir du Plessis-Rafflé était à Raoul Le-Roi, seigneur du lieu. Tenu par un parti ligueur, ce manoir fut assiégé en 1589, pendant les Guerres de la Ligue par les troupes du roi Henri IV, qui s'en emparèrent et y firent un butin considérable.
Jean-Baptiste Ogée décrit ainsi Ossé en 1778 :

« Ossé ; dans un fond ; à trois lieues et demie à l'est-sud-est de Rennes, son évêché, sa subdélégation et son ressort. On y compte 1 100 communiants ; la cure est à l'Ordinaire. Son territoire, arrosé par les eaux de la rivière de la Seiche, renferme des terres fertiles et des prairies. »

### LeXIXesiècle
A. Marteville et P. Varin, continuateurs d'Ogée, décrivent ainsi Ossé en 1845 :

« Ossé (sous l'invocation de saint Sulpice) ; commune formée de l'ancienne paroisse de ce nom, aujourd'hui succursale. (...) Principaux villages : la Claraiserie, la Ville-Brel, , la Beucherie, Launay, les Juguenières, la Menerbière, la Haute et la Basse Masure. Maisons principales : Charot, le Plessis. Superficie totale : 899 hectares, dont (...) terres labourables 676 ha, prés et pâturages 127 ha, bois 13 ha, vergers et jardins 37 ha, landes et incultes 12 ha (...). Moulins : 2 (d'Ossé, à eau ; des Grées, à vent). Le bourg d'Ossé est situé dans la partie nord de cette petite commune, qui s'étend à son extrémité sud-ouest jusqu'à la route de Rennes à La Guerche. Celle-ci lui sert de limite sur une longueur de 8 à 900 mètres. Géologie : schiste argileux. On parle le français. »

### LeXXesiècle

#### La Première Guerre mondiale
Le monument aux morts d'Ossé porte les noms de 39 soldats morts pour la France pendant la Première Guerre mondiale ; parmi eux trois sont morts en Belgique (dont Isidore Anger dès le 11 novembre 1914 à Pilkem dans le cadre de la Première bataille d'Ypres), 2 (Constant Lelièvre et Marie Aubin) sont morts en Serbie en 1918 ; Arsène Desnos est mort de maladie alors qu'il était prisonnier en Allemagne le 13 novembre 1918 (donc après l'armistice) ; les autres sont décédés sur le sol français (parmi eux Joseph Chrétien, soldat au 44e régiment d'infanterie, tué à l'ennemi le 7 août 1916 à Hem-Monacu (Somme) et Toussaint Roger, soldat au 70e régiment d'infanterie, tué à l'ennemi le 11 juillet 1918 à Saint-Christophe-à-Berry (Aisne), tous deux décorés de la Médaille militaire et de la Croix de guerre. Pierre Bobille, soldat du 145e régiment d'infanterie, blessé grièvement le 16 juin 1915 à Neuville-sur-Waast (Nord) et  mort des suites de ses blessures le 9 septembre 1919 reçut tardivement à titre posthume ces mêmes décorations par un décret ministériel du 5 août 1927.

#### L'Entre-deux-guerres
Une "Fête des poilus" se tint à Ossé le 3 octobre 1920. Le 28 décembre 1924 16 mères de famille d'Ossé reçurent la Médaille de la Famille Française

#### La Seconde Guerre mondiale
Le monument aux morts d'Ossé porte les noms de 4 soldats (Joseph Boulay, Albert Letronnier (décédé le 7 avril 1943 à Halle-sur-Saale (Allemagne) alors qu'il était en captivité), Théodore Letronnier (tué à l'ennemi à Dormans (Marne) le 1er juin 1940) et Joseph Saffray (tué au champ d'honneur à Hamel (Nord) le 23 mai 1940) morts pour la France pendant la Seconde Guerre mondiale.

#### L'après Seconde Guerre mondiale
Michel Gaulay, chasseur au 1er régiment de chasseurs à cheval, est décédé le 16 février 1963 en Algérie des suites de la Guerre d'Algérie.

### LeXXIesiècle
Au 1er janvier 2010, la commune d'Ossé a quitté Vitré Communauté pour rejoindre la communauté de communes du Pays de Châteaugiron.

## Sport et Loisirs
- Football : Ossé Saint-Aubin [OSA] (’Union sportive Ossénne créé le 6 décembre 1949 et de l’Olympique Saint-Aubinois crée le 12 Avril 1999. Ces deux clubs sont devenus « Ossé Saint-Aubin« le 21 Octobre 2014.)
- Tennis : Ossé union sportive tennis
- Sport Nature : Ossé Sport Nature,
- Tennis de table : Ossé us tennis de table

## Politique et administration
| Période                                  | Période                | Identité                 | Étiquette | Qualité                                                                  |
| ---------------------------------------- | ---------------------- | ------------------------ | --------- | ------------------------------------------------------------------------ |
|                                          | 1802                   | Joseph Beuchère          | ...       |                                                                          |
| 1802                                     |                        | Benjamin Gilbert         | ...       |                                                                          |
| 1805                                     | 1829                   | Joseph Beuchère          | ...       | Déjà maire avant 1802.                                                   |
| 1829                                     | 1852                   | Benjamin Gilbert         | ...       | Déjà maire en 1802.                                                      |
| 1852                                     | 1860                   | Jean Beuchère            | ...       | Propriétaire.                                                            |
| 1860                                     | 1869                   | Pierre Sourdrille        | ...       | Cultivateur.                                                             |
| 1869                                     | 1881                   | Jean-Marie Rabaux        | ...       | Cultivateur.                                                             |
| 1881                                     | 1888                   | Pierre Sourdrille (fils) | ...       | Cultivateur. Fils de Pierre Sourdrille, maire entre 1860 et 1869.        |
| 1881                                     | 1920                   | Julien Sourdrille        | ...       | Cultivateur. Fils de Pierre Sourdrille (fils), maire entre 1881 et 1888. |
| 1920                                     | 19..                   | Jean Marie Pannetier     | ...       | Agriculteur.                                                             |
| 19..                                     |                        |                          | ...       |                                                                          |
| 19..                                     | mars 1977              | Jean Leprêtre            | ...       | Agriculteur                                                              |
| mars 1977                                | septembre 1977 (décès) | Joseph Désilles          | ...       | Agriculteur                                                              |
| octobre 1977                             | juin 1995              | Joseph Menard (père)     | ...       | Retraité de l'agriculture                                                |
| juin 1995                                | mars 2008              | René Verron              | ...       | Retraité de l'agriculture                                                |
| mars 2008                                | En cours               | Joseph Menard (fils)     | UMP-LR    | Agriculteur                                                              |
| Les données manquantes sont à compléter. |                        |                          |           |                                                                          |

## Démographie
L'évolution du nombre d'habitants est connue à travers les recensements de la population effectués dans la commune depuis 1793. À partir du 1er janvier 2009, les populations légales des communes sont publiées annuellement dans le cadre d'un recensement qui repose désormais sur une collecte d'information annuelle, concernant successivement tous les territoires communaux au cours d'une période de cinq ans. 
Pour les communes de moins de 10 000 habitants, une enquête de recensement portant sur toute la population est réalisée tous les cinq ans, les populations légales des années intermédiaires étant quant à elles estimées par interpolation ou extrapolation. Pour la commune, le premier recensement exhaustif entrant dans le cadre du nouveau dispositif a été réalisé en 2004,.
En 2021, la commune comptait 1 316 habitants, en évolution de +11,05 % par rapport à 2015 (Ille-et-Vilaine : +5,61 %, France hors Mayotte : +2,49 %).
| 1793 | 1800 | 1806 | 1821 | 1831 | 1836 | 1841 | 1846 | 1851 |
| ---- | ---- | ---- | ---- | ---- | ---- | ---- | ---- | ---- |
| 793  | 695  | 820  | 915  | 852  | 833  | 867  | 913  | 886  |

| 1856 | 1861 | 1866 | 1872 | 1876 | 1881 | 1886 | 1891 | 1896 |
| ---- | ---- | ---- | ---- | ---- | ---- | ---- | ---- | ---- |
| 887  | 860  | 824  | 787  | 782  | 762  | 710  | 706  | 659  |

| 1901 | 1906 | 1911 | 1921 | 1926 | 1931 | 1936 | 1946 | 1954 |
| ---- | ---- | ---- | ---- | ---- | ---- | ---- | ---- | ---- |
| 616  | 632  | 622  | 506  | 514  | 540  | 551  | 487  | 454  |

| 1962 | 1968 | 1975 | 1982 | 1990 | 1999 | 2004 | 2009  | 2014  |
| ---- | ---- | ---- | ---- | ---- | ---- | ---- | ----- | ----- |
| 454  | 442  | 420  | 630  | 705  | 772  | 968  | 1 173 | 1 189 |

| 2018  | - | - | - | - | - | - | - | - |
| ----- | - | - | - | - | - | - | - | - |
| 1 259 | - | - | - | - | - | - | - | - |

## Cultes

### Culte catholique
La paroisse d'Ossé n'existe plus en tant que paroisse. Elle a été rattachée à la paroisse de Saint-Luc en pays de Châteaugiron.
Cette paroisse est composée de six communautés :
- de Châteaugiron (communauté de Sainte-Marie-Madeleine)
- de Domloup (communauté de Saint-Loup)
- de Nouvoitou (communauté de Saint-Martin de Tours)
- d' Ossé (communauté de Saint-Sulpice)
- de Saint-Aubin-du-Pavail (communauté de Saint-Aubin)
- de Veneffles (communauté de Saint-Médard).

La paroisse de Saint-Luc-en-Châteaugiron est rattachée au doyenné de Cesson  et fait partie du diocèse de Rennes, Dol et Saint-Malo.

## Sportif
Tous les ans au complexe sportif se passe Ossé Sport Nature.Le club de l'Ossé Saint-Aubin crée en 2014 représente les anciennes communes Osséet de Saint-Aubin du Pavail en Régional 3 depuis 2025. Le club "OSA" organise d'ailleurs un tournoi de Palet à Saint-Aubin tous les ans.Le club joue en bleu ciel et blanc et joue ses matchs à Domicile au Stade Stéphane-Bouyeault. 

## Lieux et monuments

### Église Saint-Sulpice
Datant du XVIe siècle, sa nef se termine par un chevet droit, et à laquelle ont été ajoutées deux chapelles formant des bras de croix; elle a été fortement remaniée par Arthur Regnault à la fin du XIXe siècle avec notamment l'érection d'un nouveau clocher.

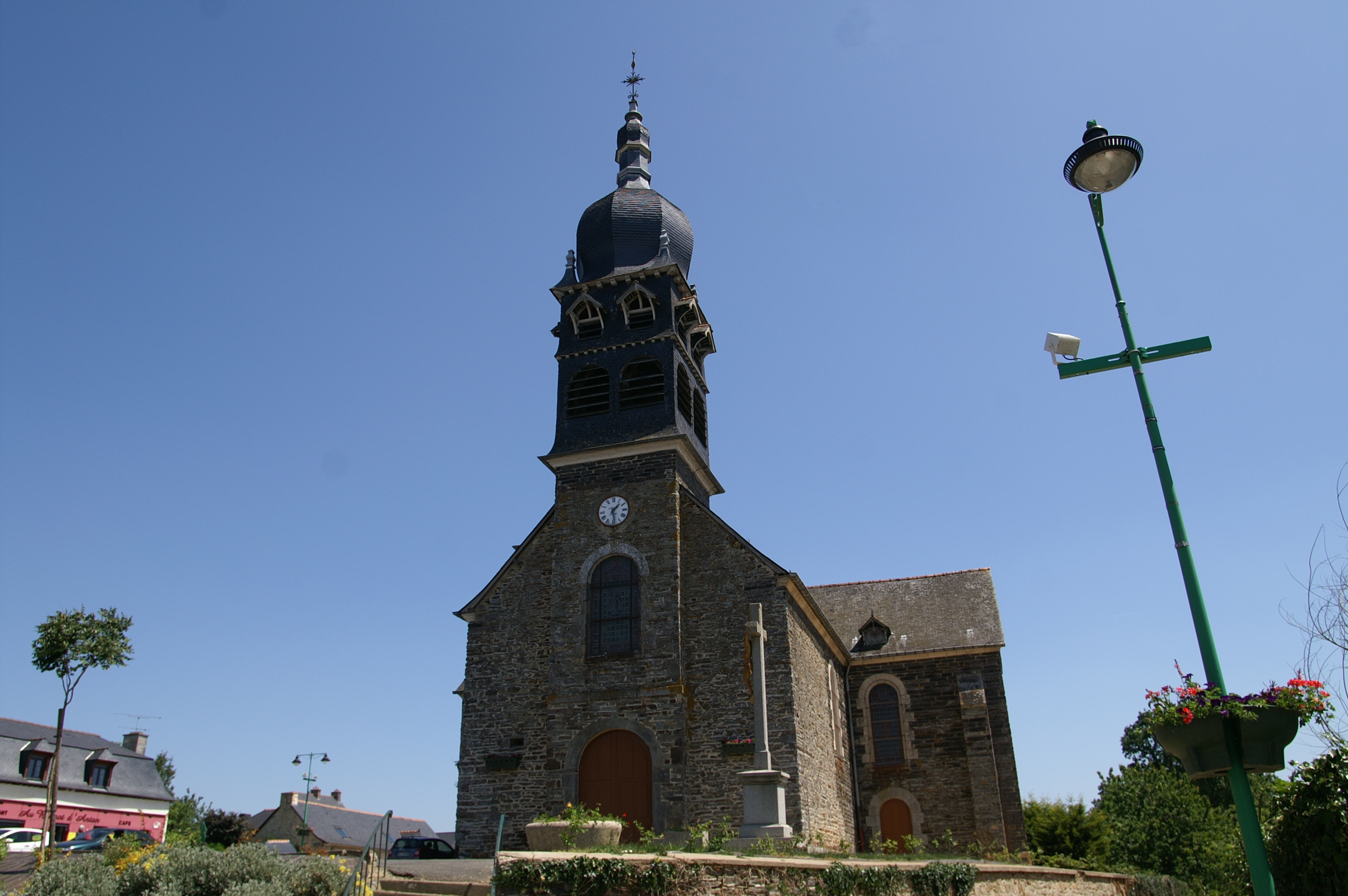
L'église Saint-Sulpice : vue extérieure.
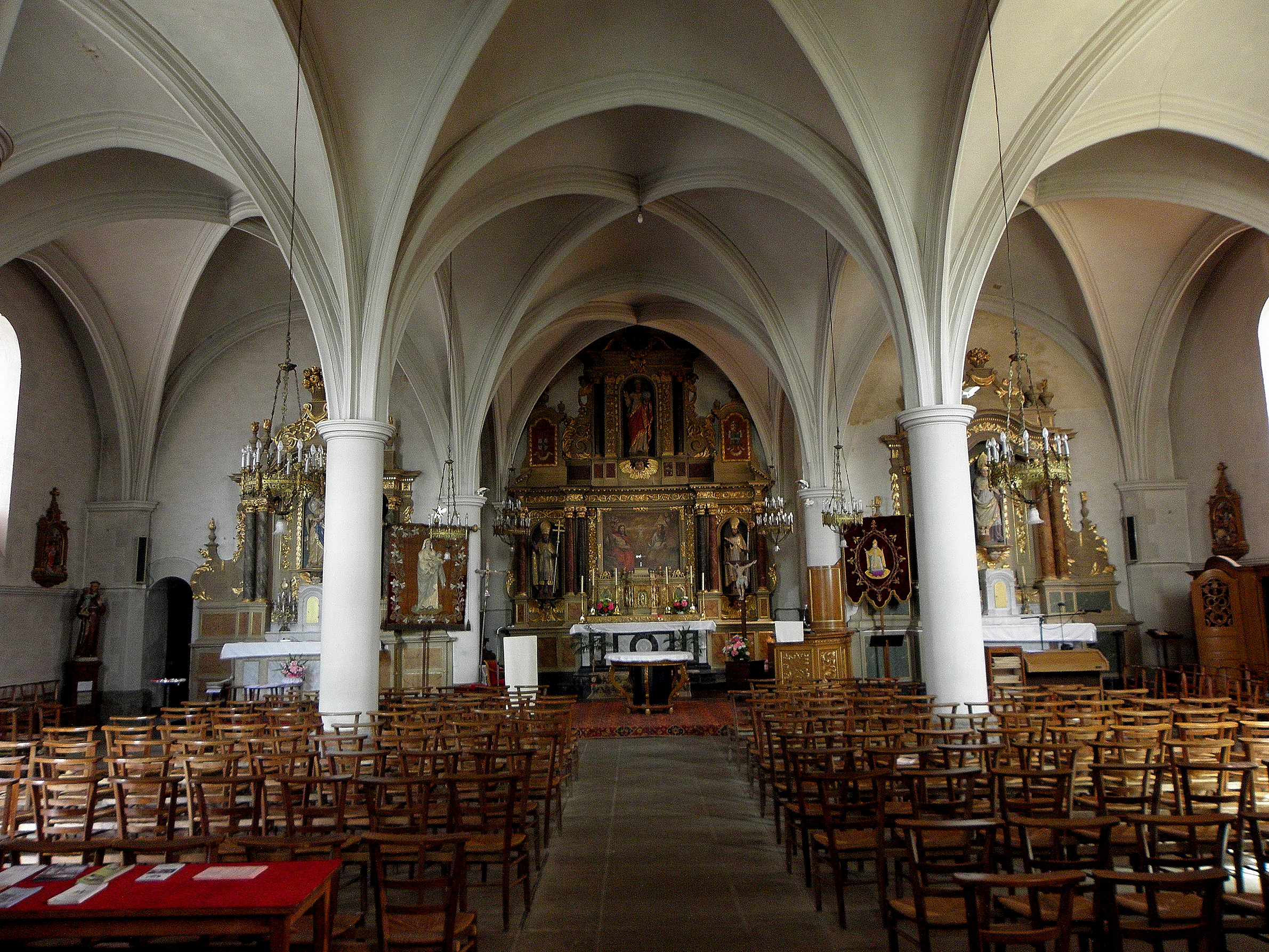
Église Saint-Sulpice : vue intérieure d'ensemble.
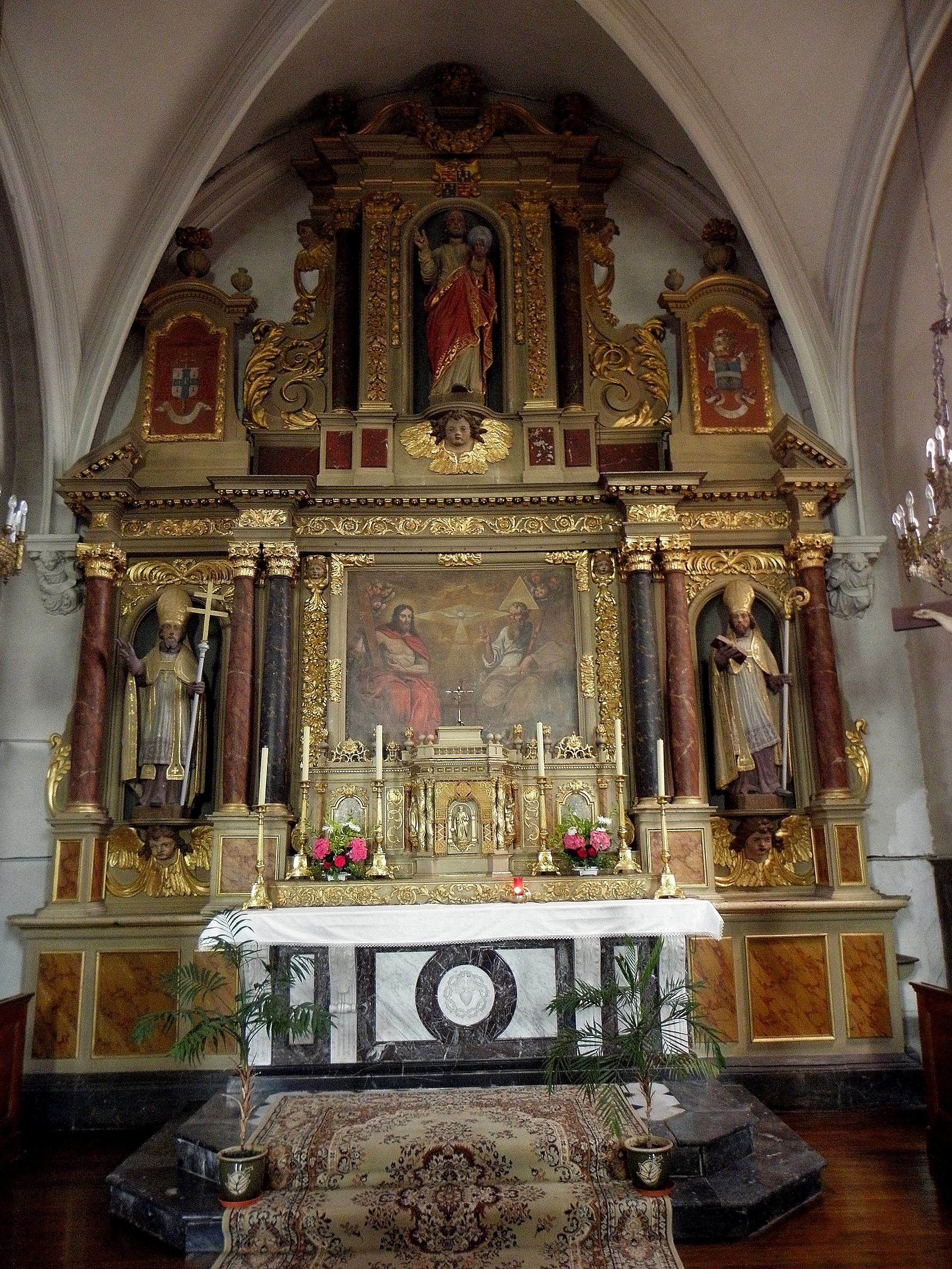
Église Saint-Sulpice : le maître-autel.
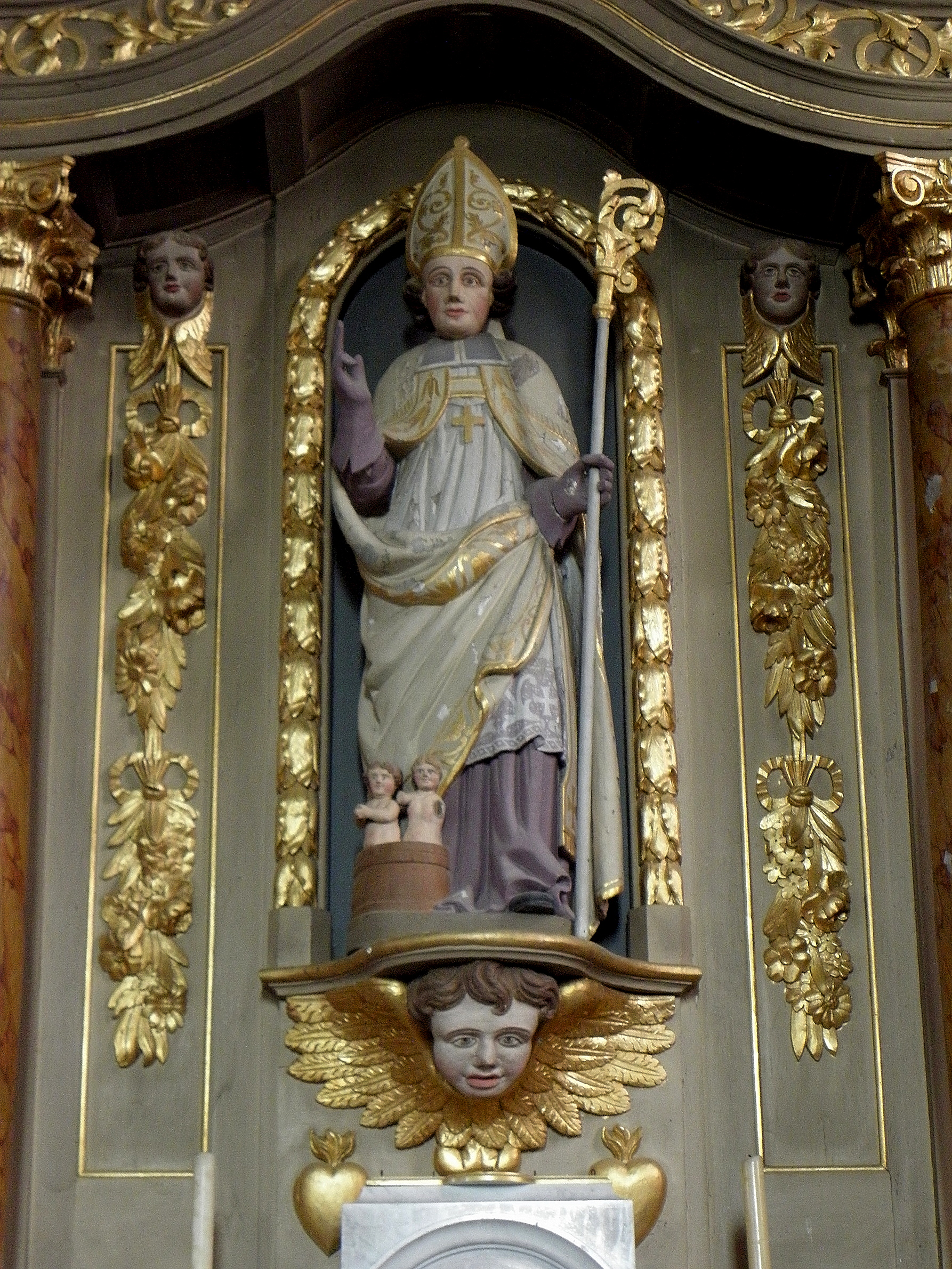
Église Saint-Sulpice : statue de saint Nicolas.
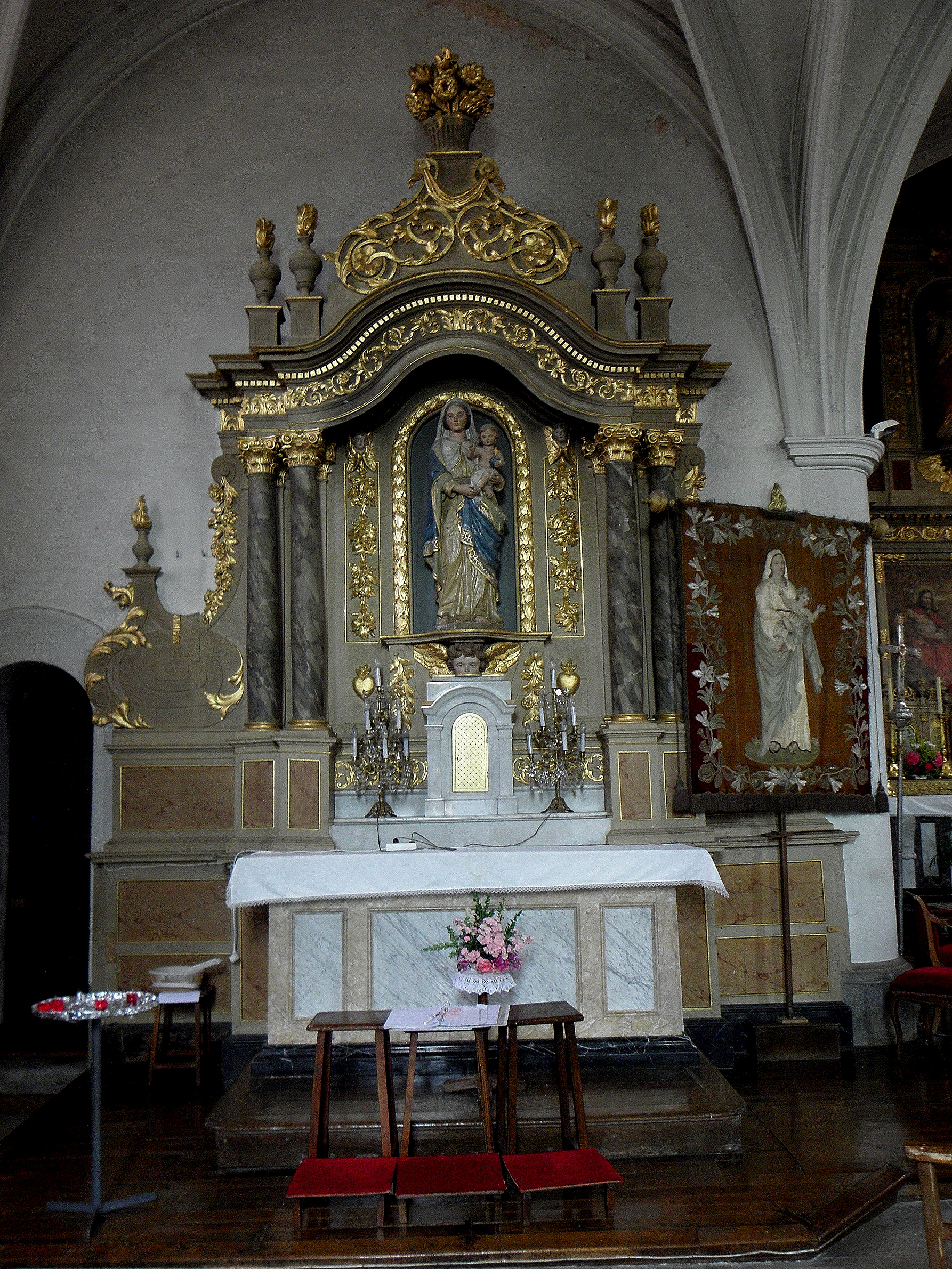
Église Saint-Sulpice : autel et retable de la Vierge.
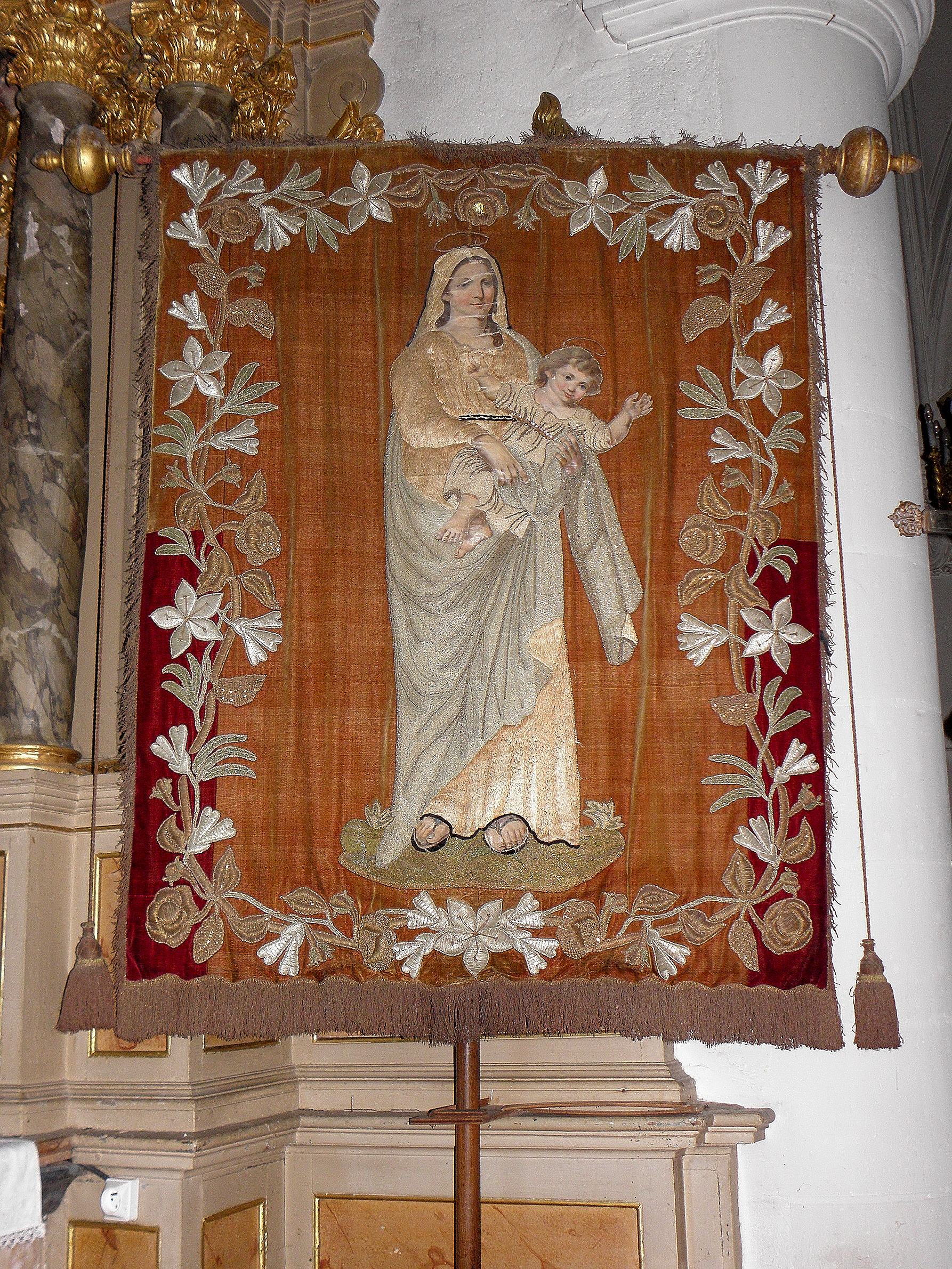
Église Saint-Sulpice : bannière de la Vierge.
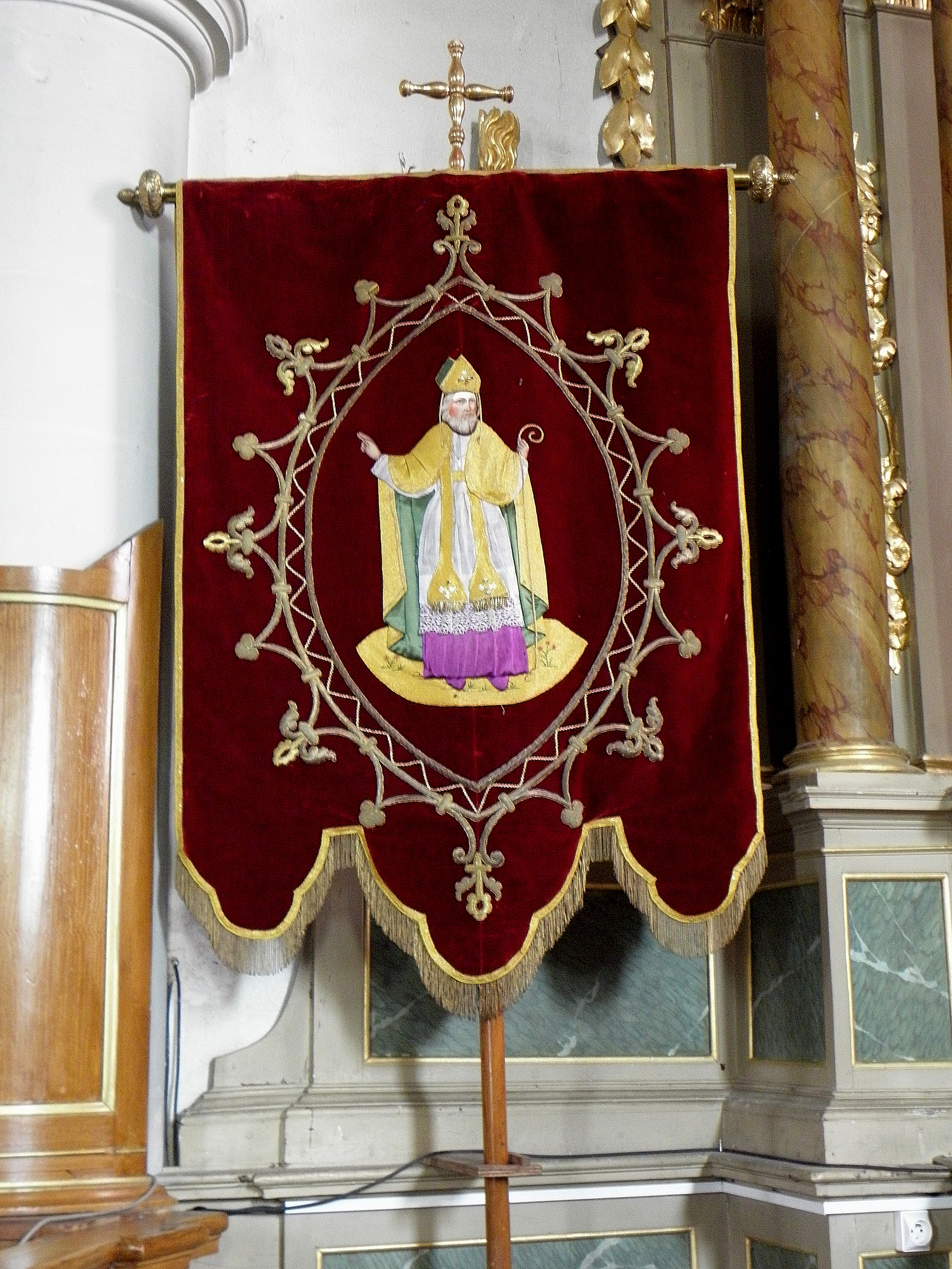
Église Saint-Sulpice : bannière de saint Sulpice.
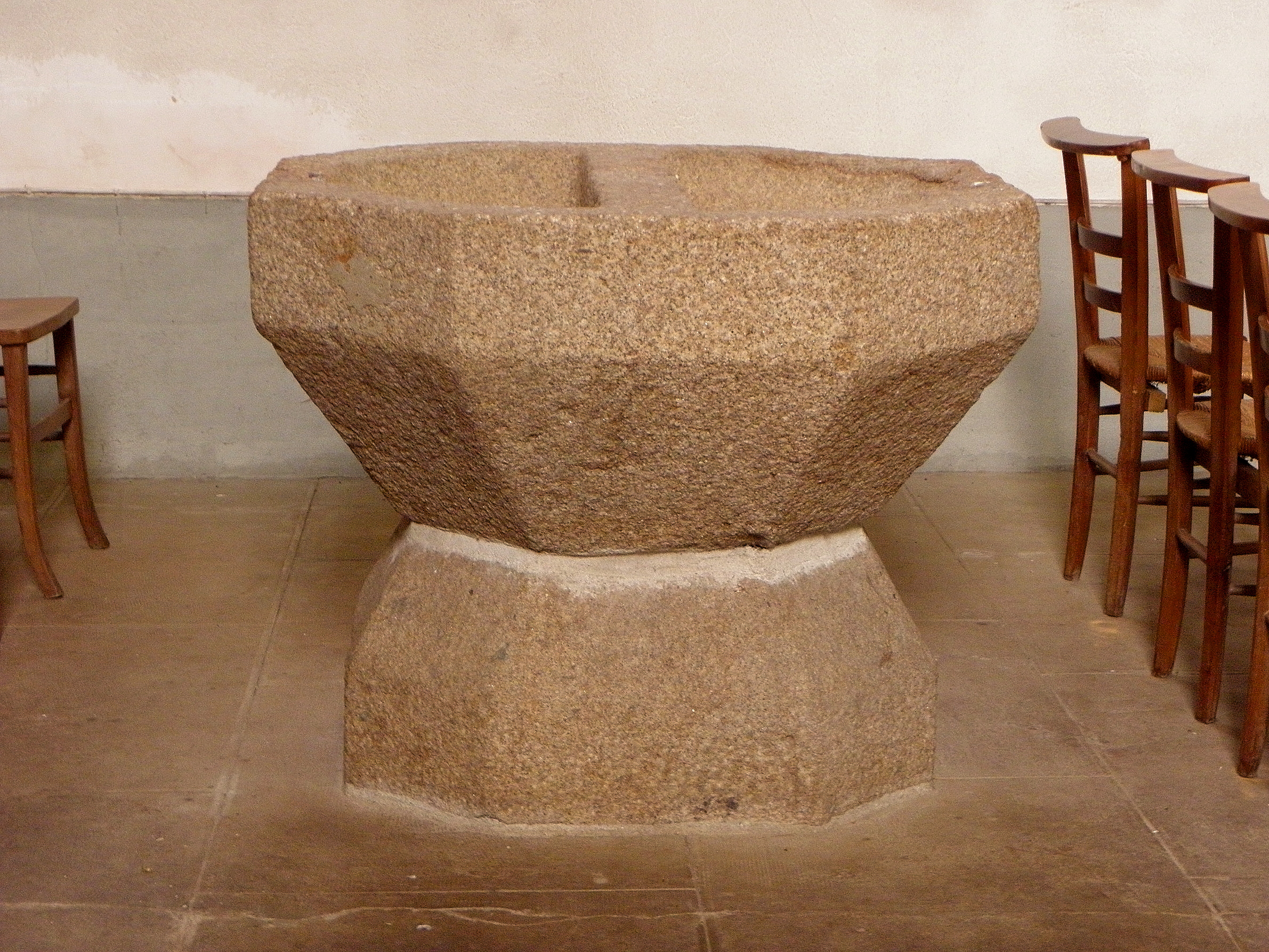
Église Saint-Sulpice : bénitier.
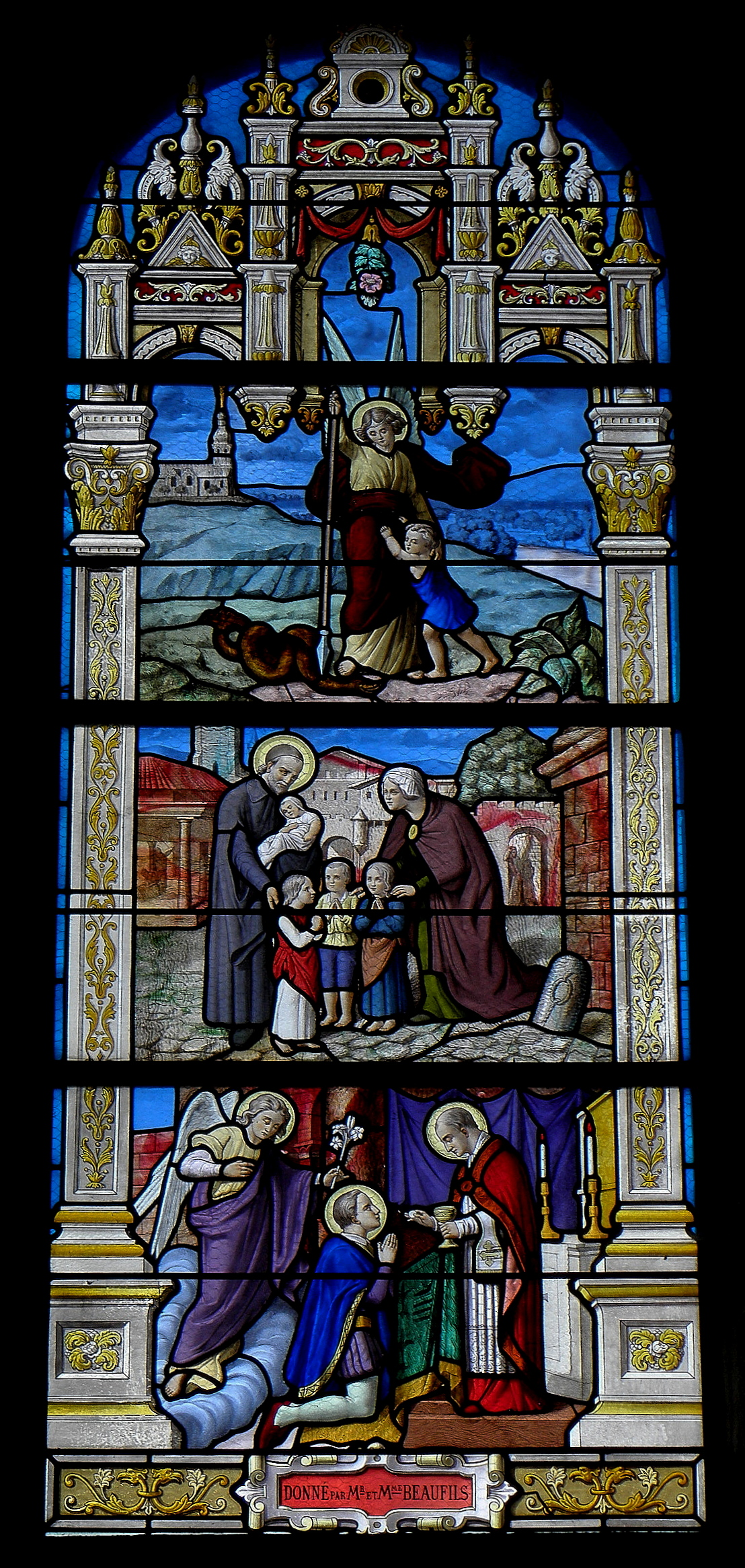
Église Saint-Sulpice : vitrail de la Sainte Enfance.

### Les Croix
Trois Croix existent ans la commune : une croix en granite de 5 mètres de haut à la Croix Chambière (elle porte une inscription : « Souvenir de mission 1878 »), une autre, également en granite et aussi de 5 mètres de haut, devant l'église (elle porte l'inscription « Pater et Ave pour les hommes du purgatoire ») et la troisième, en béton, se trouve route de Chancé, au lieu-dit Rolier (elle porte l'inscription « Pater et Ave 100 jours d'indulgence ».

### Le Plessix d'Ossé
C’était la maison seigneuriale de la paroisse. Elle relevait de la baronnie de Châteaugiron. Le Plessix d'Ossé appartint successivement aux familles
du Pan, Glé de la Costardaye, de la Baume-Leblanc de la Vallière et Le Prestre de Châteaugiron.

### Monument aux morts
Il est situé sur la place de l'Église.
La première pierre du monument aux morts a été posée le dimanche 3 octobre 1920 avec monsieur Jean Marie Pannetier, maire de la commune, M. Morin recteur de la paroisse, et M. le sous-préfet de Vitré.
À l'intérieur de l'église, se trouve une plaque commémorative pour les morts de la Première Guerre mondiale et de la Seconde Guerre mondiale. Sur le monument aux morts et la plaque de l'église figurent les listes des morts de ces guerres.

### Le four à pain

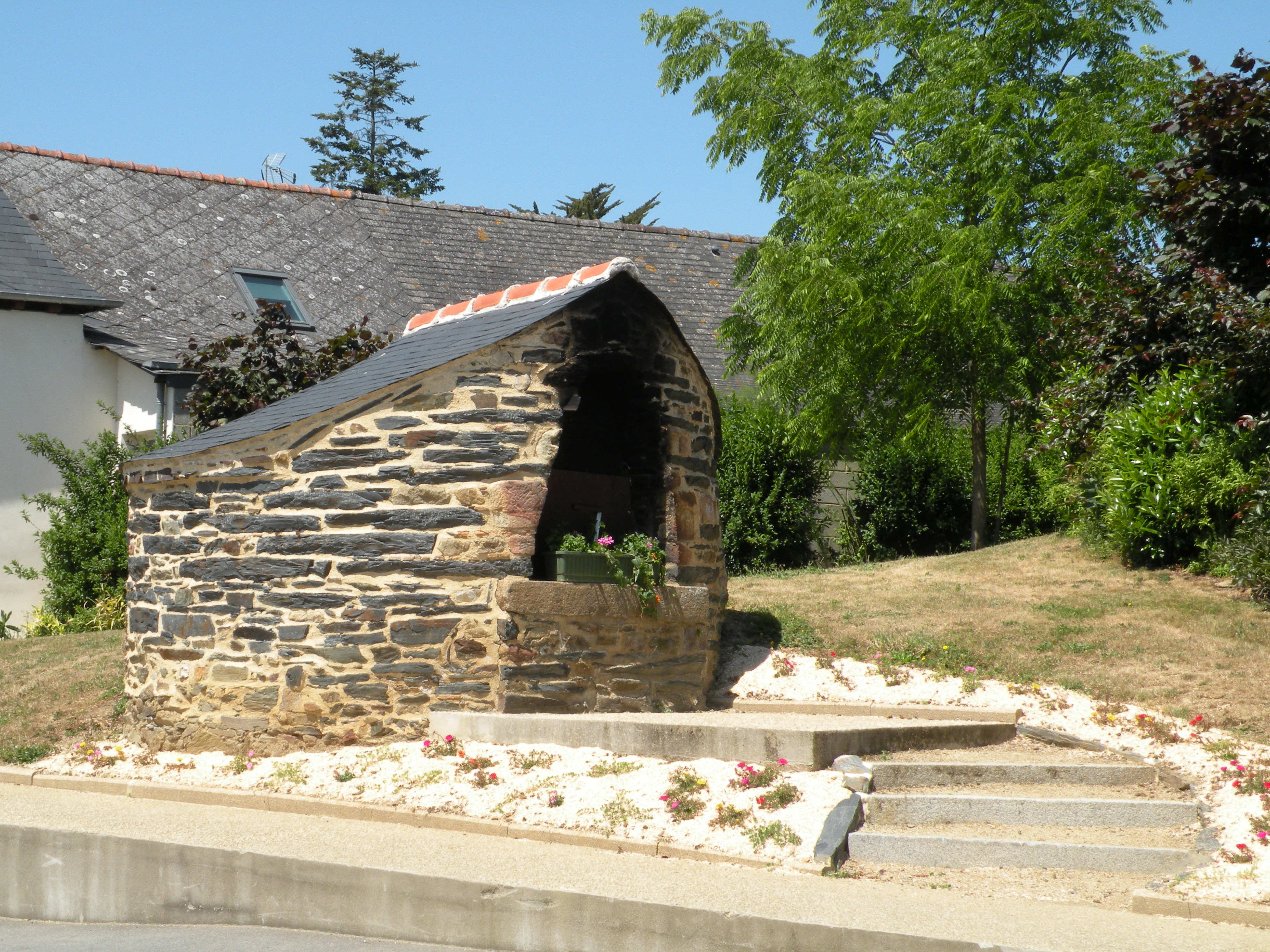
Le four à pain communal.

## Personnalités liées à la commune
- Alfred Houget (1929 à Ossé - 2022), dirigeant de football.